# Маркус Рафферті
Маркус Альбін Йон Рафферті (швед. Marcus Albin John Rafferty, нар. 1 жовтня 2004, Стокгольм, Швеція) — шведський футболіст, атакувальний півзахисник клубу «Гаммарбю».

## Ігрова кар'єра

### Клубна
Маркус Рафферті народився у Стокгольмі і займатися футболом почав у столичному клубі «Туллінген». У 2019 році футболіст провів два матча в основі клубу у Третьому дивізіоні після чого перейшов до молодіжної команди іншого клубу зі Стокгольму - «Гаммарбю». У складі цієї команди у вересні 2021 року Рафферті брав участь у молодіжній лізі у матчі проти шотландського «Рейнджерса». Пізніше тієї осені Рафферті отримав важку травму стегна і вибув з гри майже на 18 місяців.
З літа 2023 року Рафферті займається з основним складом «Гаммарбю». 3 липня у матчі чемпіонату країни проти «Ельфсборга» Маркус дебютував в першій команді. 15 липня футболіст продовжив дію контракту з клубом до кінця 2027 року.

### Збірна
З 2023 року Маркус Рафферті виступає за юнацьку збірну Швеції (U-19).